# Bacolor
Bacolor é um município de  terceira classe de renda municipal (d) na província A Pampanga, nas Filipinas. De acordo com o censo de 1 de maio  de  2020 possui uma população de 48 066 pessoas e 11 679 domicílios.